# Teresa Eguibar
Teresa Eguibar Galarza (Madrid, 5 de julio de 1940 – Madrid, 26 de enero de 2000) fue una escultora española.

## Trayectoria
Eguibar nació en el seno de una familia relacionada con el ámbito cultural. Compaginó sus estudios de bachillerato con estudios de canto en Madrid. Comenzó practicando el dibujo y la pintura, con algunas incursiones en el ámbito de la cerámica y el esmalte que acabaron dirigiéndola al trabajo en la escultura. Después de cursar estudios por su cuenta en Madrid y París de 1955 a 1957, en 1958 entró al taller del escultor Lorenzo Frechilla, con quien inició una relación sentimental. Además de contraer matrimonio con él también fueron pareja en el ámbito profesional, compartiendo trabajo y círculos artísticos.
En la década de los años 60 se trasladaron a París donde formaron parte del grupo Este-Oeste, integrado por artistas de varios países. A partir de ese momento, la artista comenzó a exponer frecuentemente en exposiciones internacionales, con gran éxito de crítica. En esta etapa empezó también a recibir sus primeros premios. Sus piezas se encuadraban inicialmente dentro de la figuración expresionista, estilo que abandonó para adentrarse en la abstracción.
En 1969 asistió a los cursos del Centro de Cálculo de la Universidad de Madrid, lugar donde se estaba aplicando la ciencia computacional de forma experimental a diversos campos entre los que se encontraban las artes plásticas. Eguibar realizó bocetos de escultura experimental con ordenador, aunque pronto abandonó estos ensayos cibernéticos. Aun así, participó en la Exposición de Arte Computable del Palacio de Exposiciones y Congresos de Madrid celebrada en 1971. Durante las décadas de los años 70 y los años 80 siguió participando en numerosas exposiciones colectivas e individuales, recibiendo varios premios.
En 1990, el matrimonio Frechilla-Eguibar proyectaba una exposición conjunta con su hija Karla, nacida en Madrid en 1974 y  pintora de profesión. Pero Frechilla falleció repentinamente el 9 de agosto de 1990. El impacto por la pérdida de su pareja tuvo un gran impacto en la vida y en la obra de la artista, reduciéndose su actividad artística y su participación en exposiciones. En 1999 Eguibar se encontraba totalmente retirada de la escultura debido a una enfermedad degenerativa y finalmente falleció en Madrid el 26 de enero de 2000.

## Obra
Se han establecido diferentes etapas en la obra de Eguibar. De 1958 a 1968, se sitúa un primer período figurativo, con posibles influencias de Emilio Greco, Marino Marini o Giacometti. Esta etapa se divide a su vez en dos partes, una de corte naturalista, también denominada de formación, y otra más esquemática y expresionista. De 1963 a 1980, le sucede un período de escultura abstracta en el que se sitúan sus esculturas de "formas densas", generalmente de bronce bruñido, y "formas expansivas", de chapa de acero. Se considera a Eguibar un exponente destacado dentro de la abstracción informal en España. De 1980 a 1990, se habla de una etapa experimental, vinculadas con el arte neopop o el neo art-déco; este último período se ha relacionado con las formas geométricas de Frechilla. Por último, de 1990 a 1999, se encuentran las "expansiones policromadas".
En 1977, su obra formó parte del Catálogo de la III Exposición de Becarios de Artes Plásticas de la Fundación Juan March. Los principales museos que albergan obras suyas son el Museo de La Coruña, el Museo Español de Arte Contemporáneo de Madrid, el Museo de Arte Contemporáneo de Villafamés, en Castellón, Tenerife Espacio de las Artes, en Tenerife, la Fundación Huarte y Escultura Computable IBM, ambos en Madrid, el Museo Svendorg en Suecia, el Museo Struer en Copenhague, el Museo de Arte Contemporáneo de Helsinki, el Museo de Arte Contemporáneo de Finlandia y Museo de Bellas Artes de Budapest.

## Reconocimiento
En 1963, Eguibar obtuvo una Medalla en la II Bienal de Zaragoza, y otra en 1964 con motivo de la exposición de El Deporte en las Bellas Artes de Barcelona. En 1964, se expusieron algunas de sus obras en el pabellón español de Nueva York y en 1965, en la exposición internacional de Bruselas. En 1966, expuso individualmente en Copenhague, en la Galería Compagnistraede y en la Galería Kleine de Aquisgrán.
En abril de 1993, la Diputación Provincial de Valladolid organizó una exposición-homenaje a Eguibar, junto con la edición de un vídeo de su obra. En 1994, se editó su primera monografía.